# 約翰·索爾斯
罗伯特·约翰·索爾斯爵士，GCMG（Sir Robert John Sawers，1955年7月26日—），英国外交官，高级公务员。曾在2009-2014年间任秘密情报局（通稱軍情六處，MI6）主管。他在2007年8月至2009年11月期间，担任英国常驻联合国代表。

## 背景
索爾斯生于华威（Warwick），有四个兄弟姊妹，受教于巴斯市男校（City of Bath Boys' School），在巴斯市男校读书期间，创下该校440码跨栏跑记录，一直无人打破。后来，他进入诺丁汉大学深造，修读物理及哲学。另外，索爾斯也曾经在圣安德鲁斯大学、威特沃特斯兰德大学（University of the Witwatersrand）与哈佛大学三间大学读过几个学期书。在诺丁汉大学深造期间，他曾经休学一年，参与学生会事务，担任学生会干事。索爾斯喜欢到剧院看戏，徒步旅行，也喜欢做运动，但最喜欢的兴趣，要数打网球与踩自行车。他的妻子索沃斯爵士夫人雪莱（Shelley, Lady Sawers）是一名教师。两人育有三名子女。

## 生涯
1977年，索爾斯加入外交及英联邦事务部。刚刚进入外交部时，他在也门与叙利亚工作。有资料显示，他在那里为MI6工作。1982年，索爾斯在大马士革改为担任政治官员，并于两年后返回外交部，在欧盟部再次改为担任文官。1986年，他又一次改为担任国务部长（Minister of State）私人秘书。
在1988年至1991年间，也就是南非废除种族隔离制度的第一阶段期间，索爾斯在比勒陀利亚、开普敦两地活动。1991年，他返回外交部，掌管欧盟主席国计划组（European Union Presidency Planning Unit），并在两年后担任道格拉斯·赫德的首席私人秘书（Principal Private Secretary）。这个时期内，国际上发生了波斯尼亚战争、中东危机等事件。而国内则发生了有关欧盟的纷争。
1995年至1998年间，索爾斯到美国工作，在此期间，他到哈佛大学做了一年的国际研究生（International Fellow）。随后，他到英国驻华盛顿领事馆工作，在领事馆主管外交及防务政策组。
1999年至2001年间，索爾斯出任首相托尼·布莱尔的外交事务顾问（Foreign Affairs Adviser），应对各种外交及防务事务，与国际同行紧密合作。同时期发生的大事有科索沃战争。他也推动了北爱尔兰和平进展，参与了贝尔法斯特协议的落实工作。同时间，索爾斯审视了对伊拉克的制裁，并提交了一份文件，当中考虑了伊拉克政权更迭的问题。
2001年至2003年间，索爾斯到中东担任驻埃及大使，并在伊拉克战争后，联军占领伊拉克期间，参与了联盟驻伊拉克临时管理当局的建立工作，到巴格达担任英国政府特别代表。
2003年8月，索爾斯获任为外交及英联邦事务部政治事务主任（Director-General for Political Affairs at the Foreign and Commonwealth Office）。任职期间，他向外交大臣，在全世界范围内的政治、安全问题上，提出多个建议。索爾斯也曾经代表外交大臣，与G8、欧盟与联合国的国际伙伴交流沟通。他参与最多的是，制定对伊朗、伊拉克、阿富汗与巴尔干等地区的政策。索爾斯带领英国代表团参加EU-3会议，讨论伊朗核问题，运用了自己的特长。
2007年，索爾斯出任常驻联合国代表。两年后的6月16日，官方公布他为MI6主管约翰·斯卡利特爵士（Sir John Scarlett）的接替者，并在同年11月正式就职。索爾斯的家人在社交网络Facebook上的资讯也因为受到媒体的关注，而被删去。2009年12月10日，索爾斯为伊拉克问题调查（Iraq Inquiry）作证。

## 杂项
- 索爾斯是以促进英美关系为目标的迪奇利基金会（Ditchley Foundation）的总监之一。[13]
- 2010年7月，有媒体报道，索爾斯的每年薪酬高达169,999英镑。[14]